# Puente Marqués de Ureña
El Puente Marqués de Ureña es un viaducto de pequeñas proporciones situado al norte del término municipal de San Fernando (Cádiz, España). Este puente, situado en unos terrenos militares, comunicaba antiguamente la Población militar de San Carlos con el Arsenal de la Carraca. Su nombre se debe al Marqués de Ureña, personaje de gran importancia para esta ciudad gaditana, que fue nombrado por Carlos IV director de la Población militar de San Carlos y al que se debe la construcción del Real Instituto y Observatorio de la Armada.

## Función
Tras la construcción de un caño que facilitara el paso de embarcaciones menores civiles, evitando así el paso de estas por el Arsenal de la Carraca, se construyó este puente cuya función era comunicar por tierra la Población militar de San Carlos y el Arsenal de la Carraca. Actualmente no tiene ningún uso, ya que el caño se encuentra seco. 

## Conservación
Se encuentra en mal estado, puesto que se ha quedado seco y tan solo es posible avistarlo desde el mar. El Ayuntamiento de San Fernando intenta que sea restaurado, con motivo del Bicentenario de las Cortes de Cádiz, en el 2010.